# Impulsz MA Erebuni-Dilidzsan
Az Impulsz MA Erebuni-Dilidzsan [nyugati örmény nyelven: Impulsz MA Erebuni-Dilizsán] (örmény nyelven: Իմպուլս Մարզական Ակումբ „Էրեբունի-Դիլիջան”, magyar átírásban: Impulsz Marzakan Akumb Erebuni-Dilidzsan, nyugati sajtóban: Impuls SCE Dilijan, vagy SC Erebuni Dilijan) egy örmény labdarúgócsapat Dilidzsanban, jelenleg a örmény labdarúgó-bajnokság élvonalában szerepel. 

## Névváltozások
- 1952–1992: SZKIF Jerevan
- 1992–1994: Homenmen-SZKIF Jerevan
- 1994–1995: ASZSZ-SZKIF Jerevan
- 1995: HMM Jerevan (1995)
- 1995–1995: Homenmen Jerevan
- 1997–1999: Erebuni-Homenmen Jerevan
- 1999–200?: Erebuni Jerevan
- 200?–2009: MA Erebuni-Dilidzsan (székhelyét Dilidzsanba tette át)

2009. február 4-én egyesült az Impulsz Dilidzsannal, azóta jelenlegi nevén szerepelt.

## Története
A klubot 1952-ben alapították Jerevánban, története során számos tulajdonos- és névváltozáson esett át. Az élvonalban Erebuni-Jerevan néven 1997-ben bronzérmes lett.
A 2000-es években székhelyét Dilidzsanba tette át, azonban az utánpótlás-nevelés továbbra is Jereván Erebuni kerületében folyt. 2009. február 4-én egyesült a másik városi csapattal, az Impulsszal, majd 2010 év elején elfoglalta a kieső Ararat helyét az élvonalban.

## Külső hivatkozások
- Adatlapja az Örmény Labdarúgó-szövetség oldalán (örmény nyelven)